# 大村崑

オロナミンC ホーロー看板（丹波篠山市）

大村 崑（おおむら こん、本名：岡村 睦治（おかむら むつじ）、1931年〈昭和6年〉11月1日 - ）は、日本のコメディアン・俳優・タレント。兵庫県神戸市長田区東尻池町出身（または兵庫区新開地出身とする場合もある）。大阪府箕面市在住。血液型はO型。
昭和30年代を中心としたテレビ黎明期の軽演劇で爆発的な人気を得て、「崑ちゃん」の愛称で広く大衆に親しまれた。

## 来歴
4人兄妹(弟1人・妹2人)の長男として生まれる。父親は写真館、母親は電気店を営む裕福な家庭で育った。幼い頃はよく父に連れられて芝居小屋や劇場に行っていた関係で、バイトがてらに子役として何度か舞台に上がったことがある。子供の頃は虚弱体質で学校も休みがちだったが、当時から芸能の世界に憧れていた。
9歳の時、突然父を腸チフスで亡くしたことで一家離散となり、父の兄（伯父）夫婦に引き取られて育った。育ての親である伯母から厳しく育てられ、ある日平手打ちされて左耳の鼓膜を損傷し、以来左耳がほぼ聞こえなくなった。左目が弱視で小学2年生からメガネをかけ始めた。
神戸市立第一機械工業学校（現・神戸市立科学技術高校）卒業後、19歳の時に肺結核に罹り右肺（左肺とする説もある）を切除、医師からは「あなたは40歳まで生きられないだろう」と告げられる。「限られた命ならば、やりたいことをやりたい」と、亡き父の影響で好きだった喜劇の世界へ足を踏み入れることを決意する。
その足がかりとして1950年（20歳）に、神戸のキャバレー「新世紀」のボーイになり華やかな世界に飛び込んだ。この仕事でお金持ちや怖い客など様々な人と接し、どんな相手にも機転を利かせたりユーモアの大切さを実感した経験が、後に喜劇役者の素地となった。
1953年、当時関西を中心に活躍していた人気司会者・大久保怜の一番弟子となって師事し、司会の勉強をした。1957年、大阪梅田の映画館「北野劇場」専属コメディアン（喜劇でのボケ役）としてデビューし、舞台に立つ。この時、東宝専属で北野劇場はじめ東宝系の映画館や、北区角田町のOSミュージックホールなどで台本を書いていたコント作家・演出家こそ、その後長きにわたり大村の出演作を生み出した花登筺だった。北野劇場の舞台で「ひょうきんなキャラクターと覚えやすい名前」もあって頭角を現し始め、「おもろいやつがいる」という評判が花登の目に留まった。大村は林正之助の懇願でごく一時期に吉本興業所属タレントとなったが、その時の林と大村との橋渡し役も花登が務めた。ただし大村は吉本興業との間でギャランティの問題が生じ、ごく短期間で吉本興業のマネジメント契約を終えた。大村の吉本興業時代のマネージャーは後に同社の社長となる中邨秀雄であった。
芸名は、師匠である大久保怜の命名により大久保と自分の本名の岡村を合わせて、まず姓が決まった。続けて大久保から、「お前はよう喋るから、めでたそうな（縁起が良さそうな）名前がいい」という理由から、昆布の「昆」を拝借して「大村昆」と命名された。山冠の無い「大村昆」だったが、台本に「大村崑」と誤植されたのを大村自身や大久保が共に気に入り、以後、現在に至るまでそのまま芸名として使い続けている。この他、自身も大久保も紺色が好きだったから「崑」になったという一説もある。
花登に目をかけられたことで1958年頃に当時黎明期だったテレビに進出し、彼の脚本『やりくりアパート』（1958年、大阪テレビ→朝日放送）、『番頭はんと丁稚どん』に出演し、知名度をあげる。
1959年、花登が東宝から独立。松竹の支援の下、雁之助・小雁、由美あづさらとともに『劇団・笑いの王国』の結成に携わり、座長に就く。
同年、『笑いの王国』が全面的に関わった『頓馬天狗』（読売テレビ / 東宝テレビ部）の主役に抜擢され、人気を決定づける。とぼけたキャラクターながら、秘薬を飲むと抜群の剣の腕となり、左手だけの「片手抜刀」など、毎回身軽でトリッキーな殺陣をみせる大村の「尾呂内南公」は当時の子供たちを中心に絶大な支持を受け、「崑ちゃん」の知名度を全国区に広めた。本作で共演した三木のり平からヒントを得た鼻眼鏡（「ずれ落ちたロイド眼鏡」）やとぼけた芸風は、以降大村の代名詞となった。元々映画館の幕間コントの演者に過ぎなかったが、テレビを通じて上方のお笑いを中田ダイマル・ラケット、藤山寛美、藤田まことらと共に全国に波及させるきっかけを作った。黎明期でまだまだテレビ番組自体が少ない中、多い時で週に11本のレギュラーを抱えるほどの人気ぶりだった。
1963年、劇団内では「人気の崑、実力の雁之助」という2枚看板が成立していたが、雁之助はその演技力を評価されながらも二番手に甘んじていることへの不満などから、次第に花登や大村と距離を置くようになり、やがて軋轢を生む。大村とは気が合う仲だった弟・小雁も兄に追従していった。また「主宰者の妻」として看板女優の座に君臨する花登の妻、由美あづさの横暴など、座員間の人間関係の不協和音が表面化しはじめたことから、花登は劇団解散を決意する。
1965年、『日清ちびっこのどじまん』（フジテレビ系）の2代目司会者に抜擢。『頓馬天狗』やCMで得た、子供視聴者からの絶大な人気にも支えられ、4年間にわたり司会を務めた。『ちびっこのどじまん』終了後は、それを引き継ぐ形で1971年、日本テレビ『おはよう!こどもショー』の1コーナーとして『こんちゃんのトンカチうたじまん』がスタート。こちらも4年半にわたる人気コーナーとなった。こうした“子ども向け番組・イベント”などにも多く関わっており、1970年日本万国博覧会「こどもの祭り」を演出・司会。1981年には神戸ポートアイランド博覧会で「こどもの世界の祭り」の制作、演出、司会を担当した。また玩具メーカー・エポック社のテレビコマーシャルにも出演して子供たちに人気を博した。
1970年、花登の原作・脚本による『細うで繁盛記』にて主人公・加代（新珠三千代）を陰から支える理解者の一人である板前・善三役で出演し、コミカルな演技から脱却し、渋い演技で新境地をみせた。
1972年には花登が新たに結成した『劇団「喜劇」』に参加。再び劇団の主軸を支えることとなる。
1974年、劇団主宰者・花登と女優・星由里子の不倫問題が発覚。大村は花登と同様に、花登の当時の妻・由美にも恩義があり、妻・瑤子も由美と親しい仲であったため、板挟みの状態で、花登の行動を容認できない状況の中、苦渋の選択を強いられた。結局、花登に劇団退団を申し出、駆け出しの頃から築き上げた花登との「師弟関係」ともいうべき信頼関係は終わりを告げた。
以来、主な活動の場をコメディーや司会から、俳優中心にシフト。飄々とした持ち味以外にも、激しい気性の役どころなどもこなし、演技の幅を広げながらキャリアを積んでいる。その後は情報番組のコメンテーターや、講演活動などもこなしている。
1989年、58歳の時に大腸癌を患っているが、内視鏡手術で切除。その日のうちに『午後は○○おもいッきりテレビ』の生放送にも出演していた。
2018年、『西郷どん (NHK大河ドラマ)』にて大河ドラマ初出演して話題となった。
2023年公開の映画、『SPELL〜呪われたら、終わり〜』に主演（寺西優真とのダブル主演）。撮影時は90歳であり、日本映画最高齢主演男優とされた。
92歳の頃、歌手で俳優の高島レイラとのデュエット曲「ありがとうの花」をリリースした。

## 人物

### 愛妻・瑤子

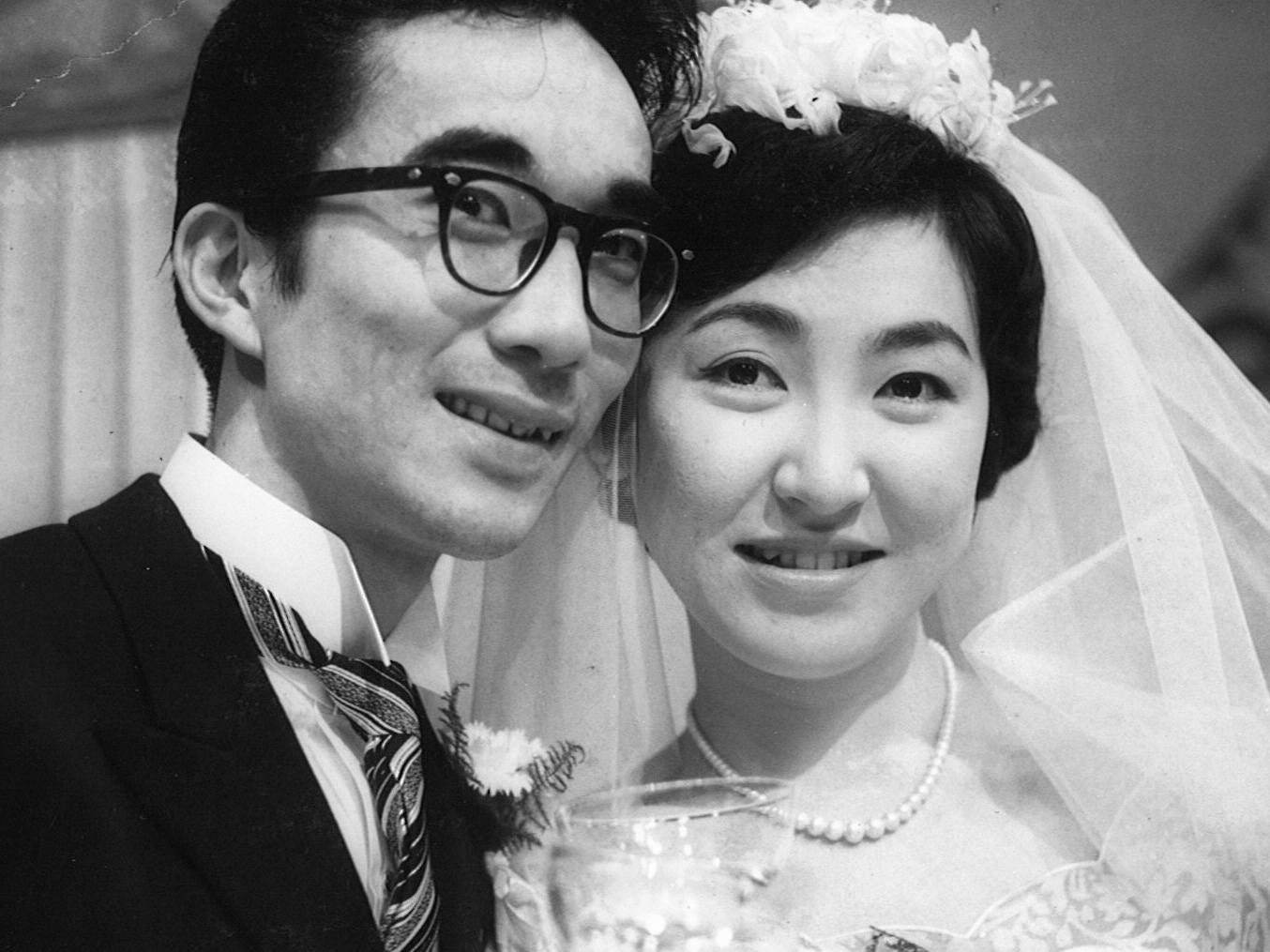
テレビ結婚式（1960年3月1日）

妻・瑤子（旧姓・橘）との出会いは1959年7月。瑤子がテレビ番組のオーディションでディレクターを訪問した際、たまたまその場にいた大村と目が合った事がきっかけだったという。二人の関係は早くからマスコミが嗅ぎ付け、報道されていたが、この時、雁之助・小雁兄弟にも彼女が居ることを知っていた花登は、これ以上のマスコミ報道の過熱を回避したい意向もあり、よみうりテレビに「結婚式のテレビ中継」の企画を打診する一方、「劇団のデモンストレーションにもなるから…」と本人たちを説得。こうして1960年3月1日、当時としては前代未聞に等しい、3組合同による『テレビ結婚式』が放送された。
瑤子は、片肺を失いながらも必死に働く大村を日々献身的に支え続けた。二人の出会いのきっかけとなった「愛の讃歌」を瑤子が歌うと、その当時のことを思い出し、今でも大村は涙を流すという。しかし、結婚生活が全て順風満帆だったわけではなく、結婚して10年を経た頃、大家族を切り盛りしなければならないストレスと、多忙を極める夫とは会話もままならない、というすれ違いの生活から遂には“置きテープ”を残して発作的に家出を決行し、知人を頼って単身渡米。橘家と双方で騒動となり、紆余曲折の末、両家で空港まで迎えに行くという「事件」を起こしている。この出来事以降、大村は家事を手伝い、自分の身の回りの事は自ら行い、夫婦のコミュニケーションに努めるなど模範的な夫へと「改心」し、夫婦の仲はより深まったとしている。
瑤子は日本にネイルアートを普及させた功労者の一人としても知られている。1985年、その美しさに魅せられ、本場アメリカで技術を習得。その後ネイルサロンを開設し、後進の育成にも努めた。1986年には「徹子の部屋」に出演（2月27日放送分）。司会の黒柳徹子にインタビューを受けながら、エアブラシで黒柳の10指にアートを施し、その技術を紹介している。元・日本ネイリスト協会・名誉会長。1996年の衆院選に自民党から大阪府第8区に「大村瑶子」名義で立候補するも落選。その後2000年にネイル業界から引退。2001年以降、イタリア語とカンツォーネの勉強のため、毎夏イタリアへ留学している。2003年からは本格的に本場のカンツォーネ・ナポレターナを学ぶためナポリに毎年渡航、関西を中心にカンツォーネ歌手・岡村瑤子として活動している。
大村との間には2男を儲け、長男・純治は日本でも有数のブルース・リーマニア、グッズコレクターとして知られており、次男・政治は映像クリエーターとして活動している。また次男の妻は元・宝塚歌劇団男役で初代宙組組長だった、大峯麻友である。
2010年3月1日には結婚50周年を迎え、「大村崑と瑤子の金婚を祝う会」が盛大に催された。

### CMキャラクターとして
ダイハツ工業提供の『やりくりアパート』では三輪自動車・ミゼットの生CMで佐々十郎、茶川一郎と車名を連呼し、売り上げに貢献した。この当時「コンちゃんミゼット倒れているよ」と声をかけられ、しばしば路上のミゼットを起こしに行く事もあったという。
大塚製薬とは特に縁が深い。きっかけになった『頓馬天狗』は大塚製薬の一社提供で、役名もオロナイン軟膏をもじった「尾呂内南公」（おろない なんこう）。その後もオロナミンC（1965年から放映）等の大塚製薬の各CMに出演。実は本CMの出演を依頼された際、先述の若い頃の右肺摘出などの影響で自ら「健康的なイメージがない」として当初断っている。しかし、大塚製薬側が諦めずに3回も交渉にあたってくれ、最終的に妻・瑤子の助言により引き受けることになった。本CMは、「姓はオロナイン 名は軟膏」「うれしいと眼鏡が落ちるんですよ」「オロナミンCは小さな巨人です」等のCMコピーで知られる。昭和40年代には街中に「ソフト帽にずれ落ちた眼鏡姿」でオロナミンCを手にする大村のホーロー看板が設置された。その看板のインパクトは抜群で、大人から子どもまで知らないものはいないまでのものとなった。創業者の大塚家とは親戚同様の付き合いであるという。大塚製薬はもともと徳島県発祥の企業であることから、毎年夏に行われる阿波踊りには大塚関連の企業連に夫婦で参加、大村はこれを30年以上続けている。
このほか、1970年代に玩具メーカー・エポック社のCMキャラクターとしても活躍し、「ちびっ子のアイドル」と称されていた。

### 先輩・三木のり平

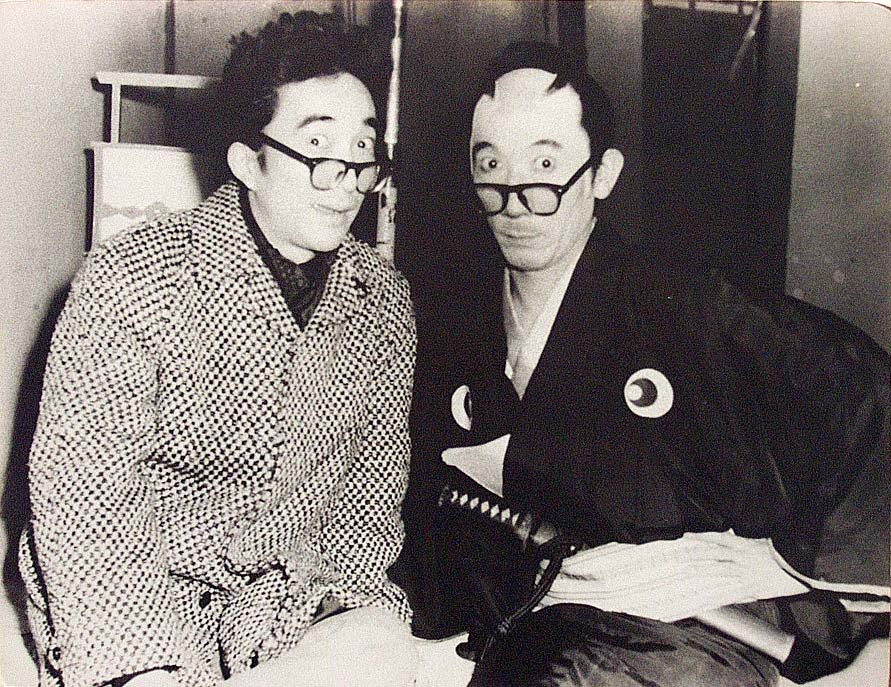
大村崑(左) と 三木のり平(右)

喜劇役者の先輩である三木のり平とは、メガネを掛けた顔立ちや芸風などが似ていることから間違えられることがあった。実際、ずらしたロイド眼鏡は三木をヒントに使用し始めたが、三木は大村を弟分として可愛がっており、『とんま天狗』では大村の父親役で出演した際に「これから先も鼻眼鏡をかけてやるなら、やっていいよ」と芸を大村に譲り、これ以降、鼻眼鏡としての芸を使用することを一切辞めた（トレードマークを大村に譲った理由については、後年「ボクはね、ひとつ何か当たると、それをすぐ飽きちゃうんだ」と語っている）。

### その他
1992年にスタートした『山村美紗サスペンス 赤い霊柩車シリーズ』での山村紅葉とのコミカルな掛け合いで魅せる。傍ら、「子育て」「家族・夫婦関係」「健康」などに関する講演活動やコメンテーターなどを務めている。
同シリーズで演じた秋山隆男役は原作では真面目なキャラクターで、ドラマの台本では怒ってばかりの人物だった。演じるに当たって「これだと秋山というキャラに面白味が生まれない」と山村に掛け合うと、「何言ってんですか。あの役を面白くしてもらうために大村さんにオファーしたんです」と打ち明けられた。大村が秋山役に喜劇のエッセンスを入れたことで、同シリーズ屈指の人気キャラクターになった。
先述の若い頃に医師の「40歳まで生きられない」旨の言葉を受けていたことから、40歳を迎えてからは内心「明日死ぬのかな」とビクビクしており、毎朝目覚めるたびに「良かった。生きている」という日々を過ごした。41歳の誕生日を迎えたことで、ようやく「早死にする不安はなくなった」と安堵して短命宣告の呪縛から解放された。
元々お酒は飲まない。以前は喫煙者だったが、ある時山本陽子に禁煙を勧められて辞めた。若い頃は賭け事が好きで時々やっていたが、結婚を機にスパッと辞めた。
歯の健康を気遣っており、2024年時点で入れ歯や虫歯は1本もなく歯槽膿漏もない。このため、過去に日本歯科医師会が進める「8020運動」で表彰されたことがある。

## 趣味
趣味・特技は相撲観戦、眼鏡の収集、日本舞踊、殺陣。

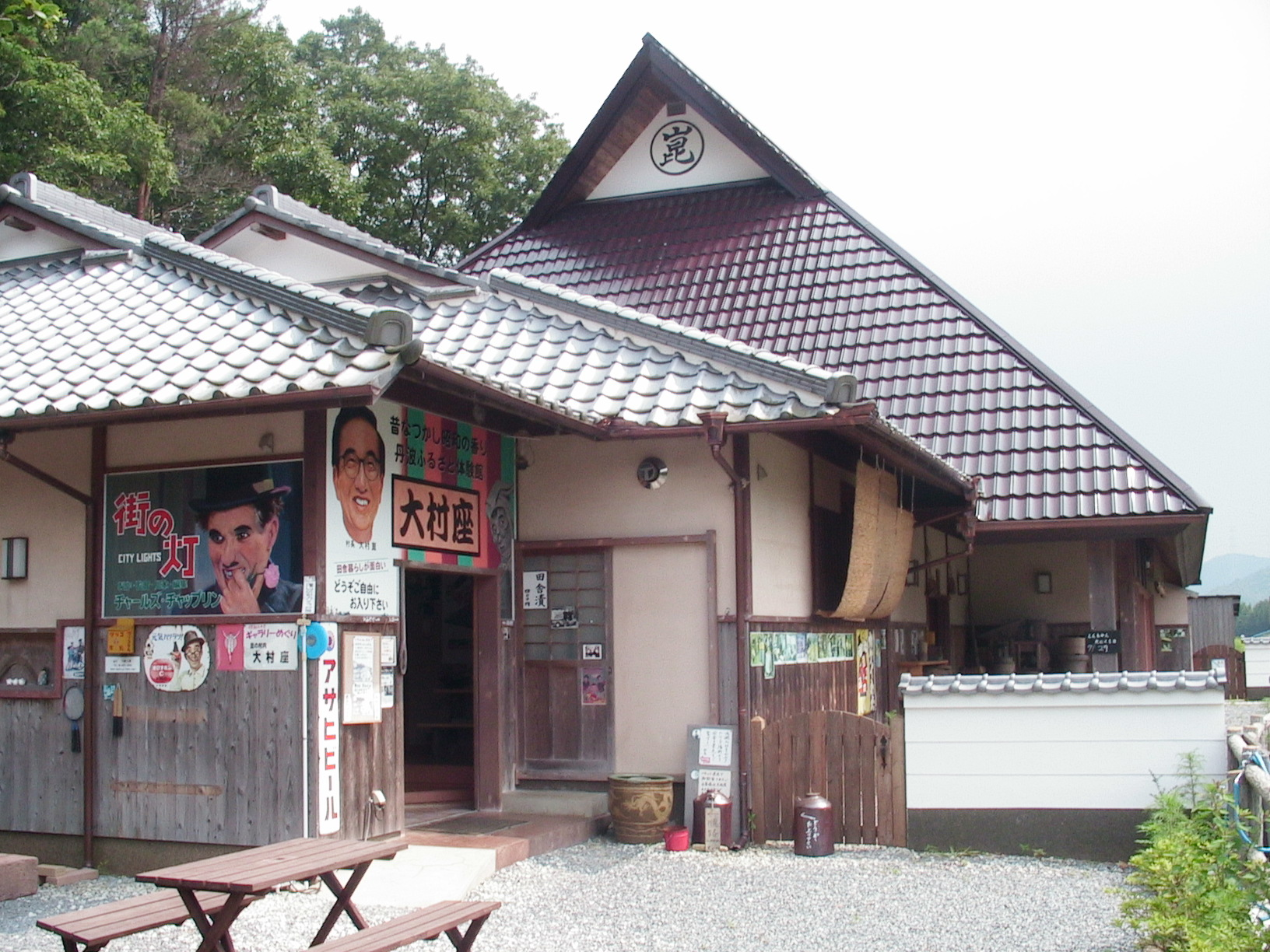
崑の村内「大村座」（崑の村内に建設された芝居小屋付きの母屋。2009年9月閉館）

神戸育ちで田舎を持たなかった大村は「自分の田舎を持ちたい」との夢を長年抱き続け、これを実現するため奔走。阪神・淡路大震災の影響で耐震構造を取り入れるなど中断を余儀なくされたが、1999年5月1日に兵庫県篠山市に芝居小屋付きの母屋「大村座」を中心に、資料館、屋外ステージなどが併設されたコミュニティ「崑の村」を総費用1億3000万円で建設し、夢を実現させた。自分だけでなく都会に暮らす人、地元の人も一緒に楽しんでもらえる「田舎」を目指しながら、タレント・芸人養成の拠点、四季の表情が豊かで風光明美な景観を活かしたドラマなどの撮影場所協力、ミゼットなどのオート三輪のレンタルなど、多角的な運営を進めたが、6年目からは赤字経営となり、止むなく開村から10年後の2009年9月23日をもって閉村（経営終了）。2016年現在、村は売家中になっている。
この他、日本でも有数の眼鏡コレクターであり、そのコレクションは福井県鯖江市の「めがねミュージアム」で見る事が出来るほか、芸能界随一の好角家としても知られ、両国国技館以外の本場所では砂かぶり席で観戦している様子がNHKの相撲中継でそのまま放送された事もある。力士との交流もあり、恵那櫻徹（押尾川部屋、1994年引退）と親交が深かったほか、上述の「金婚を祝う会」では高見盛精彦（東関部屋、2013年引退）が招かれスピーチを述べている。
舞台公演で全国各地を巡演していた頃は、公演先の各地にすぐ通院できる「かかりつけ医」的な病院を確保するようにしていたが、いつしかその診察券がコレクションのように溜まり、趣味の1つになっていた。
腹部周りを引き締めたいと考えるようになったことをきっかけに、86歳だった2018年春頃より夫婦でライザップのジムに通って筋肉トレーニングを継続している。

## 芸能人との交友関係
ザ・ドリフターズのリーダー・いかりや長介とは同じ生年月日であった縁で交流があった。大村が東京での仕事でいかりやと出会って交流が始まり、その直後に自身の誕生日が大村と同じと言うことを知ったいかりやが、大村に電話を掛け、その会話上で「誕生日が全く同じなんだってね?ではどっちが早く生まれたか調べようぜ。」と言われたことで調査を開始したが、大村といかりやが誕生した時間を大村の母に聞いてみたところ、大村が朝方に、いかりやが14時55分に生まれたことが判明した。これを機にいかりやは大村を兄貴と慕うようになり、以後、年間に数回程度ではあったが、いかりやの死去までの間、主にプライベートで交流していた。その反面、仕事面での互いの交流はほとんどなかったものの、大村は主に関東方面で仕事をする際の相談相手がいかりやであった一方で、いかりやにとっては数少ない関西在住の友人であった。
チャーリー浜は、顔が大村に似ていたために、無名時代『頓馬天狗』の殺陣のシーンでは一部代役を行った経験があり、また最終回では、頓馬天狗に間違えられて捕らえられる者の役で、台詞付きで出演もしている。それが縁で後に舞台で「ザ・コンチャンズ」として共演したこともある。浜自身、大村を師匠と呼んで慕っており、その際に大村から受けた「下品なネタはするな」「シモネタはするな」「舞台で弱者をいじめて笑いを取るな」の教えを終生、頑なに守った。

## 受賞歴・その他
- 1975年 - 大阪府民劇場奨励賞
- 1998年 - 第33回大阪市民表彰文化功労賞
- 2000年 - 「日本喜劇人協会」8代目会長に就任[2]（現顧問）
- 2003年 - 「ゆうもあ大賞」を主催する「ゆうもあ・くらぶ」理事長就任
- 2005年 - 福井県眼鏡大使に任命
- 2012年 - 喜劇人大賞名誉功労賞[27]
- 2017年 - 旭日小綬章[28]
- 2025年 - 第46回松尾芸能賞 功労賞[29]

## 出演

### テレビドラマ
- やりくりアパート（1958年、大阪テレビ → 朝日放送）
- 番頭はんと丁稚どん（1959年、毎日放送）
- 頓馬天狗（1959年、読売テレビ）
- コミック捕物帖 まげもの110番（1959年、毎日放送）
- シャープコミカルス・ちゃりんぼ兄弟（1960年、関西テレビ）
- 丹下左膳（1963年 - 1964年、毎日放送）
- 松本清張シリーズ「いびき」（1965年、関西テレビ）
- エプロンおばさん 第65話「おばさん大阪へ行くの巻」（1964年、日本テレビ）
- いとはんと丁稚どん（1965年 - 1967年、朝日放送）
- 蛍火（1967年、フジテレビ）
- 船場 （1967年 - 1968年、関西テレビ）
- 伝七捕物帳（1968年、朝日放送）
- 堂島 （1968年 - 1969年、関西テレビ）
- 売らいでか!（1969年、読売テレビ） - 山内松雄 役
- 細うで繁盛記（1970年1月 - 1971年4月、読売テレビ） - 山水館板前・善三 役
- ぼてじゃこ物語 （1971年、読売テレビ）
- 女人武蔵 （1971年、関西テレビ） - 豊臣秀吉 役
- すいーとぽてと（1971年 - 1972年、毎日放送）親子で出演
- おんぶおばけ（1972年、読売テレビ） - おはなし泥棒役の声
- どてらい男 （1973年、関西テレビ） - 岡田支配人 役
- 走れ!ケー100 第10話「隆くんがやってきた 大阪の巻」（1973年、TBS）
- 日本沈没 第10話「阿蘇の火の滝」（1974年、TBS）
- 賞金稼ぎ（1975年、NETテレビ） - 用務員の九内 役
- ご存じ金さん捕物帳 第26話「上方から来た男」（1975年、NETテレビ） - 松之助 役 ※親子で出演
- 連続テレビ小説（NHK総合）
  - おはようさん（1975年 - 1976年） - 管理人・町田勘助 役
  - てるてる家族（2003年 - 2004年） - 佐藤通夫 役
- 人魚亭異聞 無法街の素浪人（1976年、NETテレビ/三船プロ） - なんでもやの平助 役
- 銭形平次（フジテレビ）
  - 第82話「情けの盃」（1967年）
  - 第508話「腕白坊主の目に涙」（1976年）
- 太陽にほえろ! 第203話「鳩時計」（1976年、日本テレビ/東宝） - 中丸六太郎 役
- 遠山の金さん 杉良太郎版 第1シリーズ第61話「浪花の仇を江戸で討て!」（1976年、NETテレビ/東映） - 弥市 役 ※岡村政治（実子）が息子・ため吉役で共演
- 平岩弓枝ドラマシリーズ（1978年 - 1985年、フジテレビ）
- コンチキ署特捜班（1978年、読売テレビ）
- 旅立ちは愛か（1979年、毎日放送）
- 御宿かわせみ（1980年、NHK総合） - 長助 役
- 価格破壊（1981年、NHK総合）
- なにわの源蔵事件帳 （1981年、NHK総合） - 吉岡甚作 役
- 銀河テレビ小説 日の出食堂の青春（1982年、NHK総合）- 安吉 役
- 風の墓標（1984年2月4日、NHK総合） - 吾助 役
- 花いちばん（1986年4月21日 - 10月17日、読売テレビ） - 木下文次 役
- 山村美紗サスペンス 赤い霊柩車シリーズ（1992年 - 2023年、フジテレビ） - 秋山隆男 役[30]
- 珠玉の女（1992年10月 - 1993年3月、読売テレビ/泉放送制作） - 大西善三 役
- HOTEL シリーズ3 第23・24話（1994年、TBS） - 大阪プラトンの名物ベルマン 役
- 雲の上の青い空 （ドラマ新銀河、1997年、NHK総合）
- 着物デザイナー 黛涼子の推理紀行（2000年 - 2005年、フジテレビ） - 馬場庄吉 役
- 税務調査官・窓際太郎の事件簿10（2003年、TBS） - 長嶺銀次 役
- 水曜ミステリー9 捜査検事・近松茂道（2005年、テレビ東京） - 野口靖雄 役
- 金曜プレステージ 潮風の診療所〜岬のドクター奮戦記〜（2007年、フジテレビ） - 道下正俊 役
- 大河ドラマ 西郷どん（2018年、NHK総合） - 西郷龍右衛門 役[31]
- 〜if〜警視庁捜査一課 剣木善治（2024年、BSフジ） - 鶴本警視総監 役[32]

### 映画
- やりくりアパート（1959年、東宝） - コンちゃん 役
- やりくりアパート びっくり大放送（1959年、東宝）
- サザエさんの脱線奥様（1959年、東宝） - 崑松 役
- 番頭はんと丁稚どん（1960年、松竹） - 崑松 役
- 爆笑嬢はん日記（1960年、東宝） - 崑松 役
- われ一粒の麦なれど (1964年)
- 大日本ハッタリ伝（1965年、日活） - 三公 役
- 大日本殺し屋伝（1965年、日活） - ソロバンの崑松 役
- 大阪ど根性物語 どえらい奴（1965年、東映） - 市助 役
- 坊っちゃん（1966年、松竹） - 古賀 役
- ガメラ対大悪獣ギロン（1969年　大映） - 近藤巡査 役
- ガメラ対大魔獣ジャイガー（1970年　大映） - 北山良作 役
- セックス喜劇 鼻血ブー（1971年） - 眼鏡さん 役
- 男はつらいよ 浪花の恋の寅次郎（1981年　松竹） - 主任 役
- 陽暉楼 (1983年　東映、俳優座映画放送） - 大阪駅駅員 役
- 薄化粧（1985年　松竹） - 松井捨蔵 役
- 竜馬を斬った男（1987年　松竹） - 安浦惣兵衛 役
- 吉原炎上 (1987年　東映） - 写真屋 役
- 流転の海 (1990年　東宝） - 柳田元雄 役
- ロボット修理人のAi（愛）（2021年7月）  - 伝説の老人 役[33][34]
- SPELL〜呪われたら、終わり〜霊能者・馬飼野俊平の事件簿シリーズ（2023年公開） - 主演・初代霊山 役[35]
- SAKAI　約束の地へ（2024年公開） - 千利休 役
- お終活 再春!人生ラプソディ（2024年、イオンエンターテイメント） - 木村 役[36]

### 司会
- 親子でバッチリ!（朝日放送） - かしまし娘と共演
- 日清ちびっこのどじまん（1965年 - 1969年、フジテレビ）
- チャオ!トッポ・ジージョ（1967年 - 1968年、TBS）
- 大阪万博・こどものまつり（1970年、お祭り広場）
- ランデブークイズ・ペアでハッスル（1970年、毎日放送） - 2代目司会者
- トンカチうたじまん（『おはよう!こどもショー』、1971年 - 1975年、日本テレビ）
- ポートピア'81・子供のまつり（1981年、神戸市）
- おしゃべり食らいふ（1981年、フジテレビ） - 山本由香利と司会を務めた

### その他
- 象印スターものまね大合戦（1967年、NETテレビ） - 2回出場し、2回優勝
- オールスター家族対抗歌合戦（1972年 - 1986年、フジテレビ） - 家族で6回出場6回共優勝
- 第26回NHK紅白歌合戦（1975年、NHK総合・ラジオ第1） - 応援合戦で出演
- おもいッきりテレビ（日本テレビ） - 準レギュラーコメンテーター
- ねほりんぱほりん（2024年3月1日、NHK Eテレ） - 「葬儀会社の人」回で、赤い霊柩車の秋山を模したブタさん人形の声を担当[37]
- 舞台あこのありが豆腐　ゲスト出演

### ラジオ番組
- 昆ちゃんですお耳を拝借!（朝日放送ラジオ）

### CM
- 大塚製薬
  - オロナミンCドリンク - 家族とも出演
  - オロナイン軟膏
  - ウレパールプラス（現在は大鵬薬品が販売権を継承）
- 大塚食品「あ!あれたべよ」
- ダイハツ工業「ダイハツ・ミゼット」
- 日本ハム「コンちゃんソーセージ」
- エポック社「野球盤」他各種ゲーム - 家族とも出演
- メガネドラッグ
- 学研「科学と学習」（1967年） - 親子で出演
- アサヒペン - 夫婦で出演
- フルタ製菓「崑ちゃんハイエイトチョコレート」
- サンヨー食品「サッポロ一番」かんさい新うどん、かんさいうどん大ぎつね
- 京都西川（現：西川）「ローズテクニー」
- 中駒産業
- 中山石渠 - 夫婦で出演
- こうはら本店（現：舞昆のこうはら）「舞昆」（2008年11月 - ） - 崑ばあ 役
- アサヒ緑健「緑効青汁」 - 夫婦で出演[38]
- ライザップ

※以下のCMは、赤い霊柩車シリーズの1級葬祭ディレクター・秋山役として、葬儀会社へ出演したもの。以下各地のCM内容は同じものである。
- サイカン典礼（2007年10月5日 - ） ※フジテレビのみ放映
- 八田グループ・報恩互助会
- 法倫會館（上田グループ）
- サンメンバーズ
- ハートライン
- 株式会社サニーライフ 明善社

## 音楽作品

### シングル
- サーカスがやってくる／丁稚マンボNo.カックン（1960年9月）※A面の歌唱は和田弘とマヒナスターズ、B面の歌唱が大村崑、芦屋雁之助、芦屋小雁‐松竹映画「番頭はんと丁稚どん」主題歌
- とんとんとんまの天狗さん／らーめん親子（1960年11月）B面の歌唱は芦屋小雁  - YTV「頓馬天狗」主題歌
- ゴッツイ節／こぼんちゃん（1964年11月）※A面共演かしまし娘、佐々十郎、佐山俊二、由利徹、B面共演かしまし娘 - 日活映画「大日本シリーズ」主題歌
- おへそのうた／めがねのうた（1967年）- フジテレビ「日清ちびっこのどじまん」より
- こんちゃんのトンカチうたじまん／ちょっとモンダイだ!（1972年7月）‐NTV「おはよう!こどもショー」より
- キン・コン・カン（1970年2月）※共演谷幹一、石井均‐東京12チャンネル放映「〈爆笑愚連隊〉キン・コン・カン」主題歌(キンカンソング)
  - テレビ主題歌集のコンパクト盤に収録
- 細うで繁盛記／伊豆どんと節※A面は新珠三千代の語り、B面の歌唱が大村崑、高島忠夫、谷幹一 - YTV「細うで繁盛記」より
- お風呂のマンボ／いつもあいつと（A面・B面共に作詞：阿久悠、作曲：小林亜星、編曲：筒井広志）

## 著書
- 『お父さん 親してますか!—崑ちゃんの“ふれあい”子育て論』日本実業出版社エスカルゴ・ブックス、1986年
- 『崑ちゃん ボクの昭和青春譜』小泉カツミ聞き書き 文藝春秋、2016年
- 『崑ちゃん90歳 今が一番、健康です!』青春出版社、2021年11月30日、ISBN978-4-413-23226-5